# Conacul Octavian Goga din Ciucea
Conacul Octavian Goga din Ciucea, județul Cluj a fost reședința lui Octavian Goga, fiind și locul în care acesta este înmormântat. 
Clădirea este înscrisă pe lista monumentelor istorice din județul Cluj elaborată de Ministerul Culturii și Patrimoniului Național din România în anul 2010.
Domeniul pe care este amplasat a devenit muzeu și casă memorială dedicată poetului Octavian Goga.

## Istoric

### Castelul Boncza

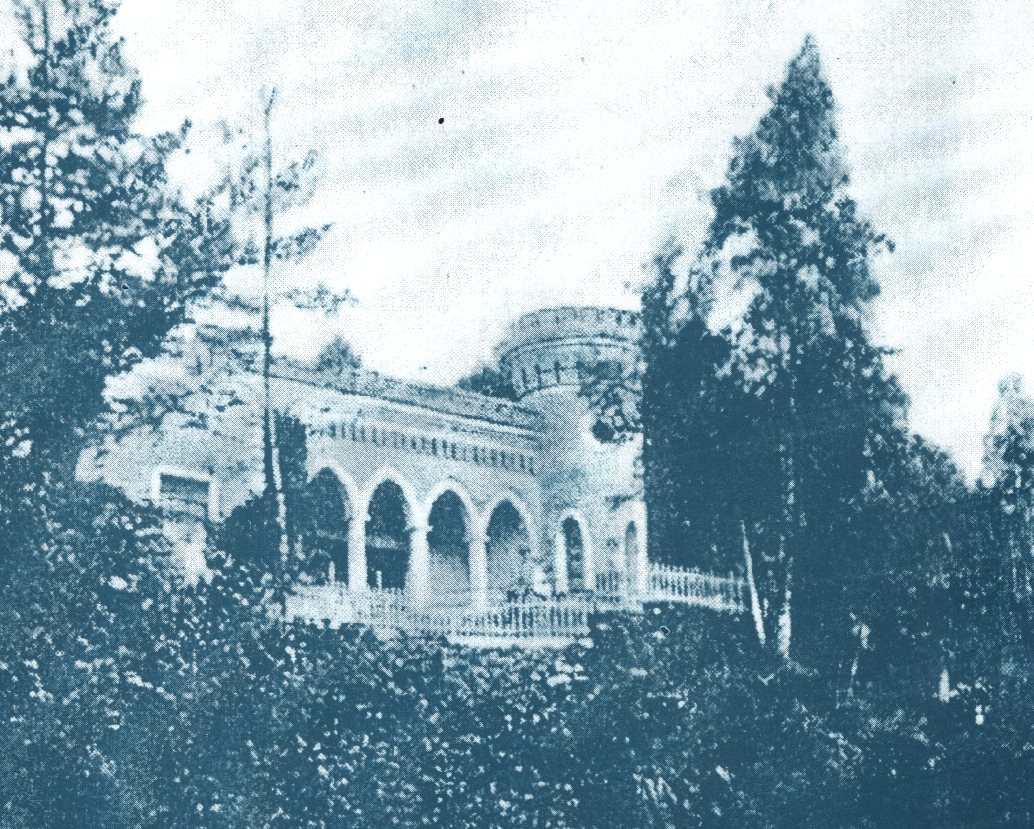
Castelul de la Ciucea, înaintea primului război mondial

Domeniul pe care se află astăzi conacul a aparținut avocatului Miklos Boncza din Huedin. La sfârșitul secolului XIX, acesta va ridica un castel aici, la insistențele nepoatei sale, fiica uneia dintre surorile sale. Ulterior nepoata se va mărita cu unchiul Miklos Boncza , din căsnicia lor venind pe lume Berta Boncza, cunoscută și sub numele de Csinszka, cea care ulterior va deveni soția lui Endre Ady. Aceasta își va petrece copilăria pe domeniul de la Ciucea, iar după căsătoria din 1914 cu Ady, domeniul le va deveni reședință în perioada 1915-1917. Ulterior cei doi se vor muta la Budapesta.

### Conacul Goga

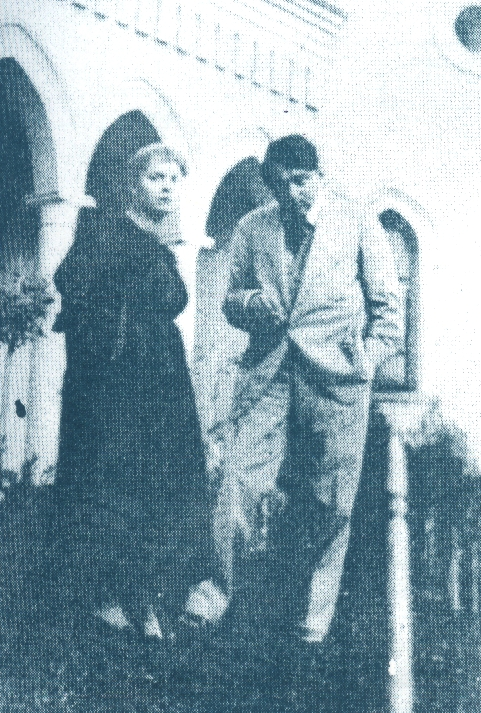
Endre Ady și Berta Boncza, pe veranda castelului

După moartea lui Endre Ady din ianuarie 1919, Berta îi scrie lui Goga, oferindu-i domeniul spre vânzare. Dată fiind prietenia strânsă care existase dintre el și Ady, acesta se va deplasa la Ciucea în vara anului 1919 împreună cu Alexandru Hodoș, redactorul revistei "Țara noastră". Constată că imobilul se află înr-o stare proastă, dar decide totuși să îl cumpere la prețul solicitat de văduva lui Ady, în pofida opoziției Veturiei Goga. Aceasta scria ulterior: 
„Eu eram în contră să cumpărăm o ruină. Octavian mi-a răspuns: "Nu se pune chestiunea așa. O văduvă nu se refuză și cînd acea văduvă este văduva lui Endre Ady, cumpăr proprietatea chiar dacă ar fi să o fac cadou cuiva."”—Veturia Goga
Decizia lui Goga provine de la spijinul moral pe care acesta l-a primit de la Ady cînd poetul român era întemnițat la Seghedin de către autoritățile ungare, din cauza opțiunilor sale politice. Ady Endre publica atunci la Budapesta în ziarul Vilag un articol sub titlul Robia lui Octavian Goga în care nota:
„Când ospitalitatea ungurească oficială îl trata pe Octavian Goga, marele poet al românilor în temnița de la Seghedin, i-am trimis salutul meu. Fratelui, salut de frate! Dragoste nobilului luptător! Salutul i l-am trimis atunci dintr-un sanatoriu unde profesorii Szabo și Zelosi, medici ai sanatoriului, m-au pus pe picioare. Acum, după atâtea și atâtea săptămâni, cu toată sănătatea mea, totuși mă întorc timid și-l invidiez pe Goga...”—Ady Endre
Pe 20 octombrie 1920 Berta Boncza a semnat actul de vânzare-cumpărare la Budapesta, și 8 zile mai târziu Goga semnează la București documentul prin care devenea proprietarul domeniului contra sumei de 280.000 de coroane. Poetul nu dispunea de această sumă și va apela la un împrumut de la Banca Agrară din Cluj, pentru a face plata.
Domeniul cumpărat de Goga se compunea la acel moment din:
- Castelul, în arhitectură cu metereze și aflat într-o stare avansată de degradare. Veturia nota în jurnalul ei: "La Ciucea găsim niște încăperi pitite după niște verande, fără ușă și fără geamuri", iar Hodoș descria domeniul în memoriile sale - "Nimeni nu mai era gazdă aici. Casa de la Ciucea rămăsese doi ani fără stăpân (prin plecarea familiei Ady la Budapeste), iar luptele din 1919 o devastaseră cu desăvârșire" [7]. Castelul va fi restaurat și refăcut integral.

- Casele Albe - O serie de corpuri de clădire văruite în alb, formate din casa denumită de Veturia Casa Ady Endre, în care locuise poetul în perioada anilor 1915-1917, cu 2 anexe, respectiv Casa Albă, aflată în continuarea Casei Ady Andre. Aceste clădiri vor rămâne în aceeași formă și arhitectură, ele beneficiind doar de reparații, iar nu de modificări structurale.

- Terenul din jurul clădirilor, precum și un teren de 15 ha situat pe celălalt mal al Crișului Repede, teren pe care Goga a plantat pomi fructiferi. În 1956 Veturia a decis să parceleze acest din urmă teren, vânzându-l localnicilor, pentru ca din banii obținuți să termine 2 ani mai târziu mausoleul dedicat lui Octavian Goga.

## Refacerea domeniului

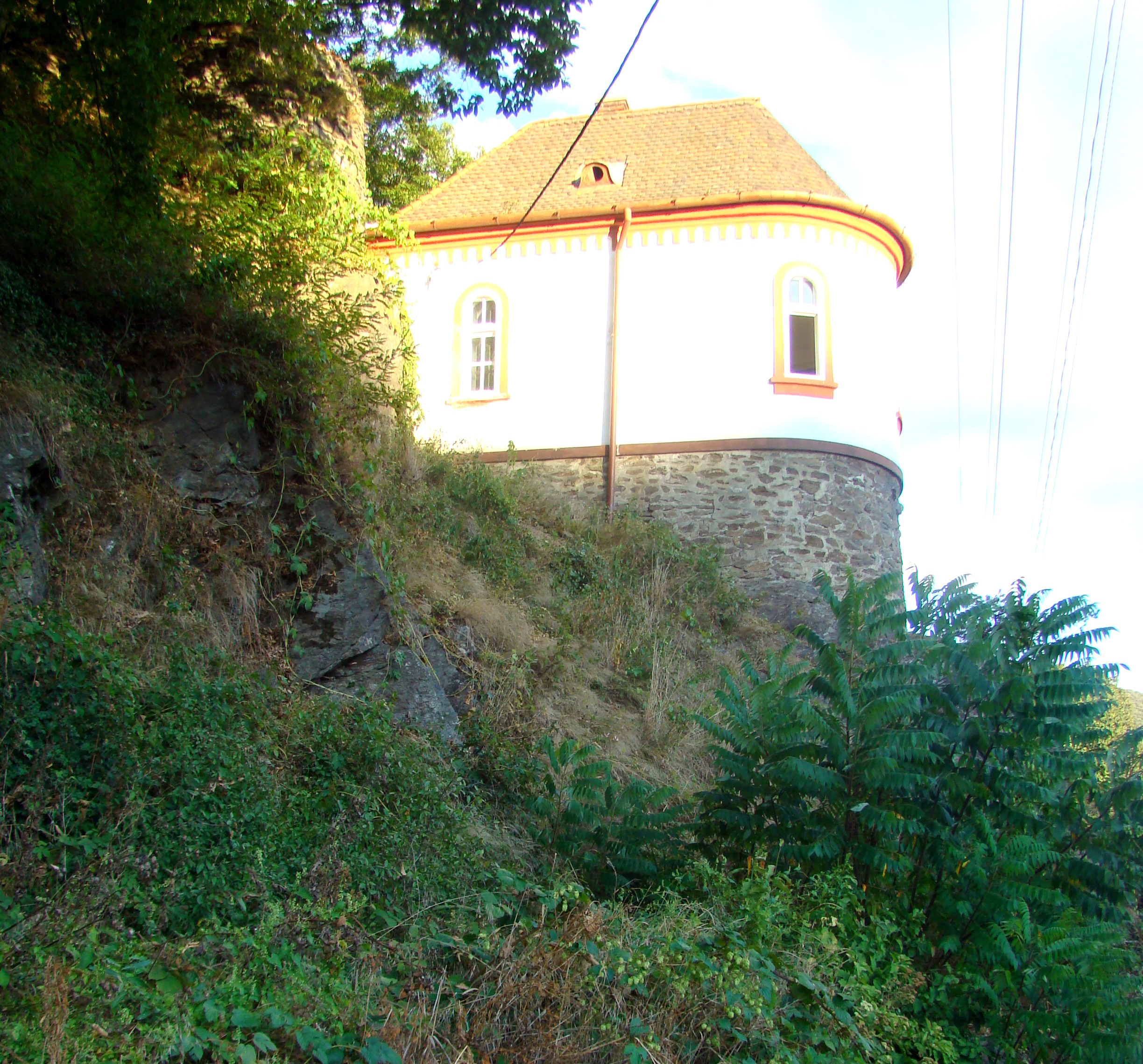
Casa de pe stâncă

După ce a intrat în posesia domeniului, Goga a inițiat o serie de acțiuni de restaurare și refacere a lui, în perioada 1921-1926. Este vizat în primul rând castelul, care va fi etajat, extins și restructurat într-un stil brâncovenesc, cu verande mari orientate spre râul Criș. Sunt reparate, totodată, Casa Ady Endre, Casa Albă și anexele existente. Va fi deschisă o întreagă carieră de piatră în partea superioară a domeniului, deasupra locului în care este dispus actualmente mausoleul Goga. Este ridicată acum și Casa de pe stâncă direct pe o stâncă aflată deasupra drumului Oradea - Cluj-Napoca, clădirea având rolul de casă de vânătoare, după ridicarea unei noi biserici, lângă vechea mânăstire, unde credincioșii se adună în fiecare dunimica la Sfânta Slujbă, în casa de vânătoare locuiește îndrumătorul călugărițelor. Întreaga incintă este întregită cu ziduri de piatră, menite a o împrejmui și a consolida terenul în pantă. Terenul aflat pe partea opusă a Crișului va fi și el împrejmuit cu un gard de piatră de 2 m înălțime și 1 km lungime, gard existent și astăzi. 
Goga va cumpăra de la Biserica Reformată partea superioară a actualului domeniu, aflată între castel și liziera pădurii. Este inclusă și clădirea ridicată în 1909 și devenită acum mănăstire. Aceasta nu va suferi nici o modificare, sobele interioare (datate 1909) existând și astăzi. În 1926 se finalizează toate lucrările.

## Compunerea actuală
După finalizarea în 1926 a restaurărilor, domeniul a căpătat următoarea structură, păstrată și astăzi:
- Conacul Goga era locuit de familia Goga. Clădirea era compusă la parter din salonul de primire, sufrageria, Salonul Galben, biblioteca de periodice, iar la etaj din biroul de lucru al lui Goga, salonul de muzică, biblioteca, baia și dormitoarele.
- Casa Ady era locuință a personalului auxiliar, magazie și bucătărie. Actualmente clădirea a fost transformată în casă memorială Ady Endre, fiind expuse diverse documente legate de activitatea acestuia împreună cu obiecte etnografice din cultura populară română și maghiară.
- Casa albă (sau Casa de oaspeți) avea destinație de locuință pentru musafiri, astăzi ea devenind muzeu de artă etnografică. Sunt expuse costume populare, covoare, icoane și ceramică moldovenești, oltenești și oșenești.

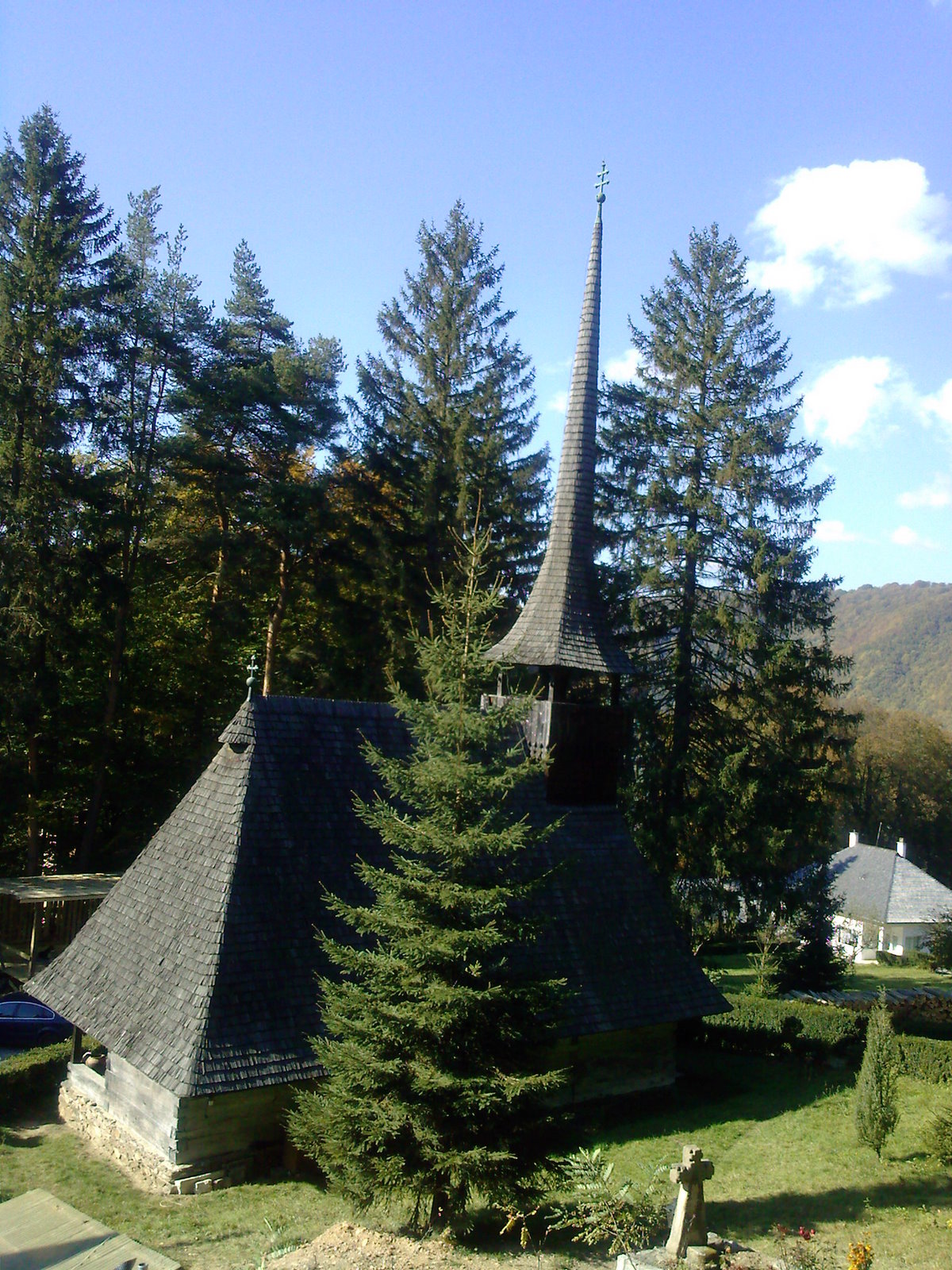
Biserica de lemn din Gălpâia, Sălaj

- În partea inferioară a domeniului se aflau grajdurile, ulterior demolate, pe locul lor fiind ridicat actualul teatru de vară.
- Mănăstirea organizată în clădirea achiziționată de Goga de la cultul reformat. Goga intenționa să deschidă aici o mănăstire de călugări, dar nu a mai reușit. Aici Veturia va înființa o mănăstire de maici care se ocupau și cu realizarea de costume populare, cergi, covoare, cusături. Mănăstirea cu hramul "Nașterea Maicii Domnului" a funcționat până în 1947 când a fost desființată de comuniști, în 1994 ea fiind redeschisă. Primele călugărițe au sosit aici de la mănăstirea Florești din județul Vaslui, sub conducerea maicii Georgiana Palcău [9]. Ele au efectuat reparații la acoperiș, au amenajat chiliile și un paraclis. A fost adus la Ciucea iconostasul de la vechea capela a Seminarului Teologic din Cluj-Napoca.
- Biserica de lemn adusă de Veturia în 1939 din localitatea Gălpâia, județul Sălaj. Biserica a fost construită în 1575, având hramul "Nașterea Maicii Domnului". În spatele ei se află un mormânt simplu, al stareței Zenobia Sergheev (1911-1945), prima stareță a mănăstirii.

### Mausoleul iubirii

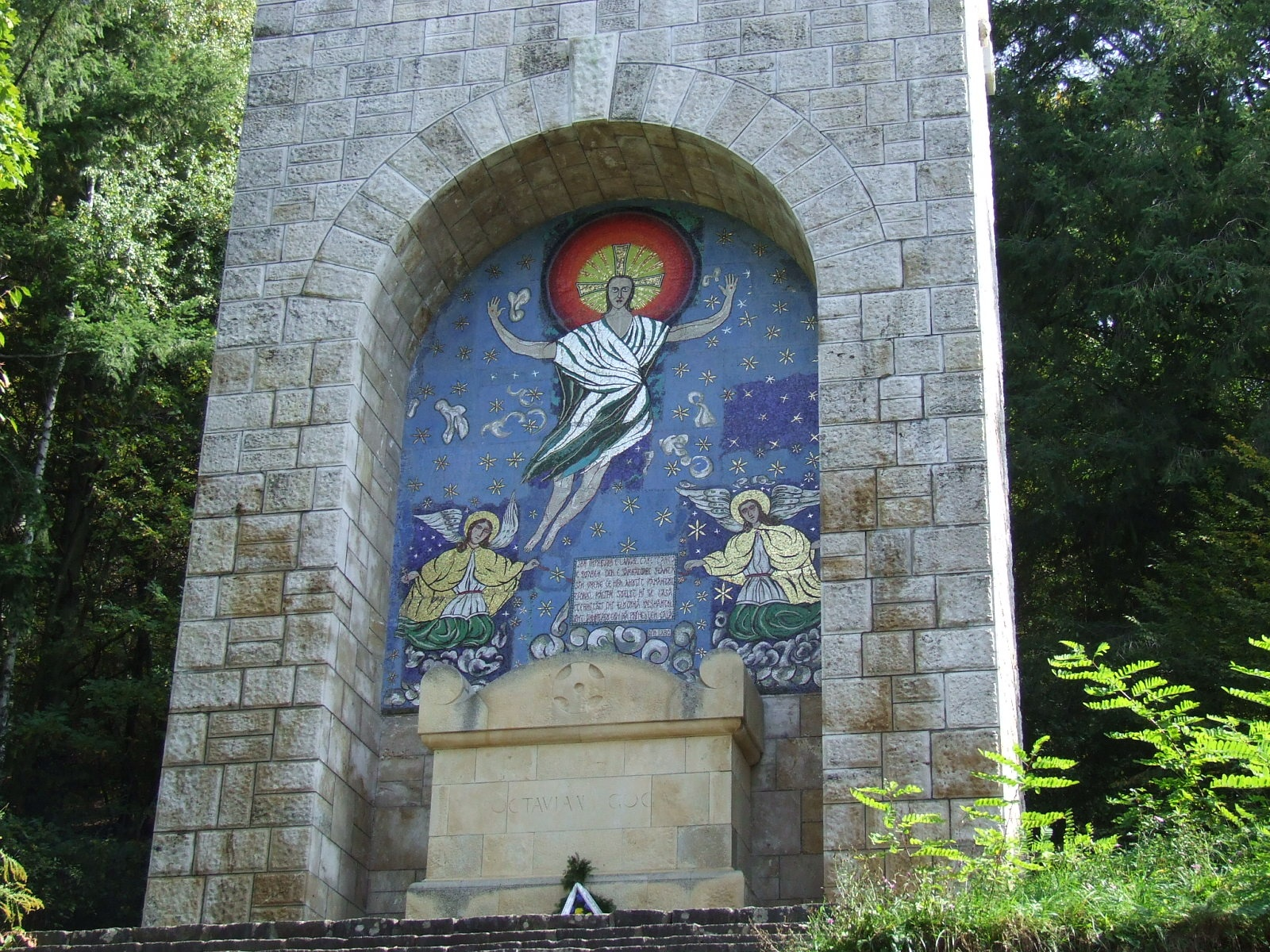
Mausoleul iubirii

După stabilirea la Ciucea, Octavian și Veturia Goga au decis ca mormântul lor să fie pe domeniul de aici. Același lucru îl nota și Goga în testamentul său din 1936. Veturia nota în 1938:
„În primăvara anului 1938 ne plimbam prin grădină când, după o hotărâre definitivă, am desemnat locul unde să ridicăm mormântul.”—Veturia Goga
Mausoeul amplasat pe panta dealului Pleșului are 8 m înălțime, cu o bază de 4 metri, fiind realizat din beton armat pentru a preveni alunecarea sa în jos. În 1938 Veturia se întâlnește cu Constantin Brâncuși și îi solicită acestuia să realizeze mausoleul. Brâncuși acceptă sa realizeze lucrarea, dar dorește să realizeze personal întregul mausoleu. Veturia neavând însă răbdare să aștepte până când Brâncuși va putea începe, îl va contacta pe George Matei Cantacuzino, care îi va realiza planul mausoleului, decorurile fiind proiectate de Nora Steriade. Pentru ridicarea lui se va apela la meșterul maramureșean Iosif Kuczka. Mausoleul este construit din marmură și mozaic de Murano adus din Italia. Placarea cu mozaic a fost efectuată de însăși Veturia, care a lucrat aproape 20 de ani pentru a finaliza lucrarea. Aceasta nota:
„Douăzeci de ani am lucrat la acest mozaic și eram într-o luptă continuă... Luam mâinile de pe lucru și cădeam în disperare și oboseală. Îmi spuneam: "Mi-am luat o însărcinare și trebuie să o duc la capăt"... Nu doresc altceva decât, făcându-mi datoria aici, să trec și eu împăcată, dincolo, în somnul cel mare"”—Veturia Goga

## Muzeul Octavian Goga

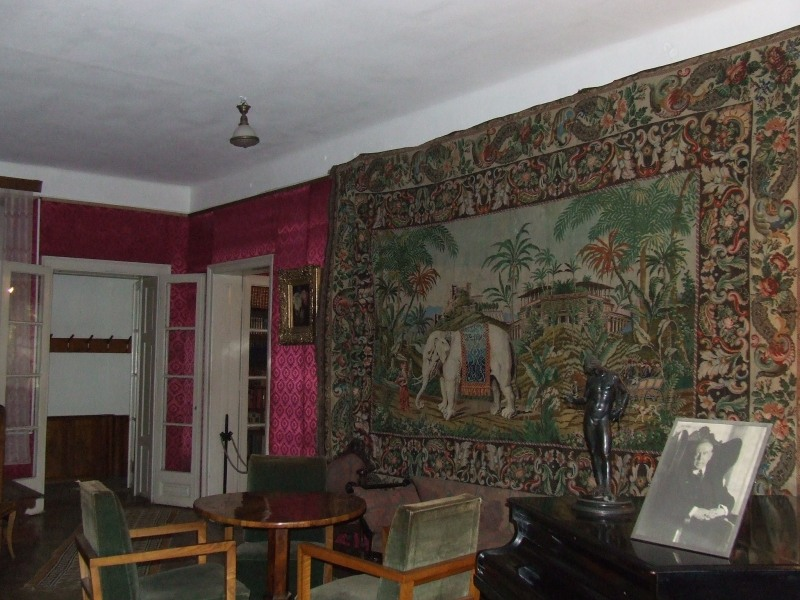
Salonul de muzică și tapiseria lyoneză

În 1966 Veturia Goga oferă statului român ca donație întregul complex. Donația este acceptată, iar în vara lui 1967 va avea loc deschiderea oficială a Muzeului Memorial "Octavian Goga" din Ciucea. Muzeul reînvie viața poetului, fiind expuse un număr mare de obiecte personale ale acestuia sau diferite alte piese adunate de acesta din toată țara. 
În Salonul de primire sunt expuse un scrin german din sec. XVIII, o ladă florentină executată în Transilvania secolului XVI, 2 jilțuri îmbrăcate în piele de Cordoba datate secolul XVII, precum și fotoliile și sofalele Bidermayer. Pe pereți sunt expuse tablouri aparținând de școala venețiană de pictură sau lui Camil Ressu. Pe peretele din dreapta este un șemineu din marmură de Rușchița, ale cărui cahle sunt desenate de Nora Steriade.
Salonul galben are în mijloc o masă Bidermayer cu patru scaune, în masă fiind expuse diverse bijuterii. Pe pereți sunt expuse tablouri și sculpturi ale lui Nicolae Dărăscu, Elena Popea și Corneliu Medrea.
Sufrageria conține o colecție de obiecte decorative, porțelanuri germane, britanice și asiatice, alături de obiecte de mobilier.
Salonul de muzică este orientat în jurul pianului Beckstein al Veturiei, pian la care au cântat Dinu Lipatti și George Enescu. Pe unul dintre pereți este expusă o tapiserie lyoneză lucrată în secolul XVIII. Sunt expuse tablouri ale lui Nicolae Grigorescu, Ștefan Luchian, Nicolae Tonitza, Theodor Pallady, Aurel Popp și Ștefan Dimitrescu.
Camera de lucru conține biroul Bidermayer al lui Goga, jilțul său, un dulap-secretair și o sobă din ceramică germană.
Biblioteca lui Goga este compusă din peste 6.000 de volume scrise în limba română, germană, maghiară, latină, engleză și franceză.
În dormitor se află patul în care a murit Octavian (1938) și Veturia (1979). Deasupra patului sunt expuse tablouri ale celor doi, pictate de Nagy Istvan.

## Goga și Ciucea
Familia Goga obișnuia să-și petreacă toate sărbătorile la Ciucea, oricând aveau timp, venind pentru câteva zile aici. Într-o scrisoare din 1924 trimisă de Goga din București, acesta nota:
„Mă gândesc la acasă. Niciodată Ciucea n-a fost mai luminoasă și nu mi-a vorbit mai de-aproape inimii.”—O. Goga
Pe 7 mai 1938 Goga va deceda în urma unui atac cerebral. Corpul său este dus la București și expus în aula Ateneului, iar apoi îngropat în cimitirul Bellu, pentru ca după 2 luni mai târziu să fie adus la Ciucea, conform dorinței poetului, și pus în mormântul a cărui cruce este realizată de Milița Petrașcu, unde va rămâne până în 1958. În 1958, după finalizarea mausoleului iubirii, corpul poetului a fost mutat din mormântul temporar în care se afla, în sarcofagul mausoleului.

## Galerie de imagini
|                                      |                          |                        |                             |
| Conacul, văzut din lateral           | Veranda conacului        | Casa Ady Endre         | Interior din casa Ady Endre |
|                                      |                          |                        |                             |
| Casa Ady Endre și Casa Albă          | Fântâna romană           | Bisericuța din Gălpâia | Clădirea mănăstirii         |
|                                      |                          |                        |                             |
| Biroul de lucru al lui Octavian Goga | Dormitorul familiei Goga | Salonul de muzică      | Biblioteca                  |
|                                      |                          |                        |                             |
| Casa de pe stâncă                    | Mausoleul iubirii        | Mausoleul iubirii      | Mausoleul iubirii           |